# فردزول
فردزول (به انگلیسی: Fradswell) یک روستا و محله مدنی در بریتانیا است که در Stafford واقع شده‌است. فردزول ۱۹۴ نفر جمعیت دارد.